# Qikeshu
Qikeshu (kinesiska: 七棵树, 七棵树镇) är en köping i Kina. Den ligger i provinsen Heilongjiang, i den nordöstra delen av landet, omkring 320 kilometer nordväst om provinshuvudstaden Harbin. Antalet invånare är 46 892. Befolkningen består av 22 745 kvinnor och 24 147 män. Barn under 15 år utgör 13,0 %, vuxna 15-64 år 79 %, och äldre över 65 år 7,0 %.
Runt Qikeshu är det ganska tätbefolkat, med 93 invånare per kvadratkilometer. Qikeshu är det största samhället i trakten. Trakten runt Qikeshu består till största delen av jordbruksmark.
Genomsnittlig årsnederbörd är 706 millimeter. Den regnigaste månaden är juli, med i genomsnitt 227 mm nederbörd, och den torraste är februari, med 7 mm nederbörd.